# Kodaira
Kodaira (jap. 小平市 Kodaira-shi) – miasto w Japonii, na wyspie Honsiu, w prefekturze metropolitarnej Tokio. Ma powierzchnię 20,51 km². W 2020 r. mieszkało w nim 198 977 osób, w 90 237 gospodarstwach domowych  (w 2010 r. 187 039 osób, w 81 816 gospodarstwach domowych). Ośrodek szkolnictwa wyższego oraz przemysłu maszynowego, elektrotechnicznego, elektronicznego i gumowego; w mieście znajdują się obiekty wojskowe Japońskich Sił Samoobrony.
W połowie XVII wieku wybudowano na tych terenach sieć wodociągów, która umożliwiła rozwój rolnictwa. Na początku XX wieku zaczęto uprawiać morwę do produkcji jedwabiu. Po II wojnie światowej rozwinął się przemysł. Kodaira otrzymała prawa miejskie w 1944 roku.